# Hipparchia neapolitana
Hipparchia neapolitana is een vlinder uit de onderfamilie Satyrinae van de familie Nymphalidae (aurelia's). De wetenschappelijke naam is voor het eerst geldig gepubliceerd in 1921 door Hermann Stauder.
De soort komt voor in Europa.